# ハリバートン (オンタリオ州)
ハリバートン（英: Haliburton）は、オンタリオ州・ハリバートン郡（Haliburton County）にある小さな村で、ひとつの自治体としては認可されていない。ハリバートン・ビレッジ（Haliburton Village）とも呼ばれ、ダイサートエタル町の一部になっている。
村の経済は観光業で成り立っており、夏季の余暇を楽しむコテージ・カウントリー（cottage country）としてオンタリオ州南部の人々に知られる。リゾートホテルも入っている。